# Khvosh Maqām
Khvosh Maqām (persiska: خوش مقام, خُوش مَقام, خوشمَقام) är en ort i Iran.   Den ligger i provinsen Kurdistan, i den nordvästra delen av landet, 400 km väster om huvudstaden Teheran. Khvosh Maqām ligger 1 848 meter över havet och antalet invånare är 490.
Terrängen runt Khvosh Maqām är platt åt nordost, men åt sydväst är den kuperad.Runt Khvosh Maqām är det ganska glesbefolkat, med 23 invånare per kvadratkilometer. Khvosh Maqām är det största samhället i trakten. Trakten runt Khvosh Maqām består i huvudsak av gräsmarker.